# Fannin County (Georgia)
Das Fannin County ist ein County im Bundesstaat Georgia der Vereinigten Staaten. Der Verwaltungssitz (County Seat) ist Blue Ridge.

## Geographie
Das County liegt im Norden von Georgia, an der Südgrenze von Tennessee und grenzt mit seiner nordöstlichsten Spitze an North Carolina. Es hat eine Fläche von 1014 Quadratkilometern, wovon 15 Quadratkilometer Wasserfläche sind und grenzt in Georgia im Uhrzeigersinn an folgende Countys: Union County, Lumpkin County, Gilmer County und Murray County.

## Geschichte
Fannin County wurde am 21. Januar 1854 als 106. County in Georgia aus Teilen des Gilmer County und des Union County gebildet. Benannt wurde es nach Colonel James Fannin, der mit 350 Freiwilligen im texanisch-mexikanischen Krieg für die Freiheit von Texas kämpfte.

## Demografische Daten
Laut der Volkszählung von 2010 verteilten sich die damaligen 23.682 Einwohner auf 10.187 bewohnte Haushalte, was einen Schnitt von 2,31 Personen pro Haushalt ergibt. Insgesamt bestehen 16.207 Haushalte.
68,9 % der Haushalte waren Familienhaushalte (bestehend aus verheirateten Paaren mit oder ohne Nachkommen bzw. einem Elternteil mit Nachkomme) mit einer durchschnittlichen Größe von 2,77 Personen. In 25,1 % aller Haushalte lebten Kinder unter 18 Jahren sowie in 36,6 % aller Haushalte Personen mit mindestens 65 Jahren.
21,1 % der Bevölkerung waren jünger als 20 Jahre, 18,5 % waren 20 bis 39 Jahre alt, 29,8 % waren 40 bis 59 Jahre alt und 30,9 % waren mindestens 60 Jahre alt. Das mittlere Alter betrug 48 Jahre. 48,8 % der Bevölkerung waren männlich und 51,2 % weiblich.
97,1 % der Bevölkerung bezeichneten sich als Weiße, 0,4 % als Afroamerikaner, 0,3 % als Indianer und 0,3 % als Asian Americans. 0,7 % gaben die Angehörigkeit zu einer anderen Ethnie und 1,2 % zu mehreren Ethnien an. 1,8 % der Bevölkerung bestand aus Hispanics oder Latinos.
Das durchschnittliche Jahreseinkommen pro Haushalt lag bei 35.441 USD, dabei lebten 22,6 % der Bevölkerung unter der Armutsgrenze.

## Kultur und Sehenswürdigkeiten

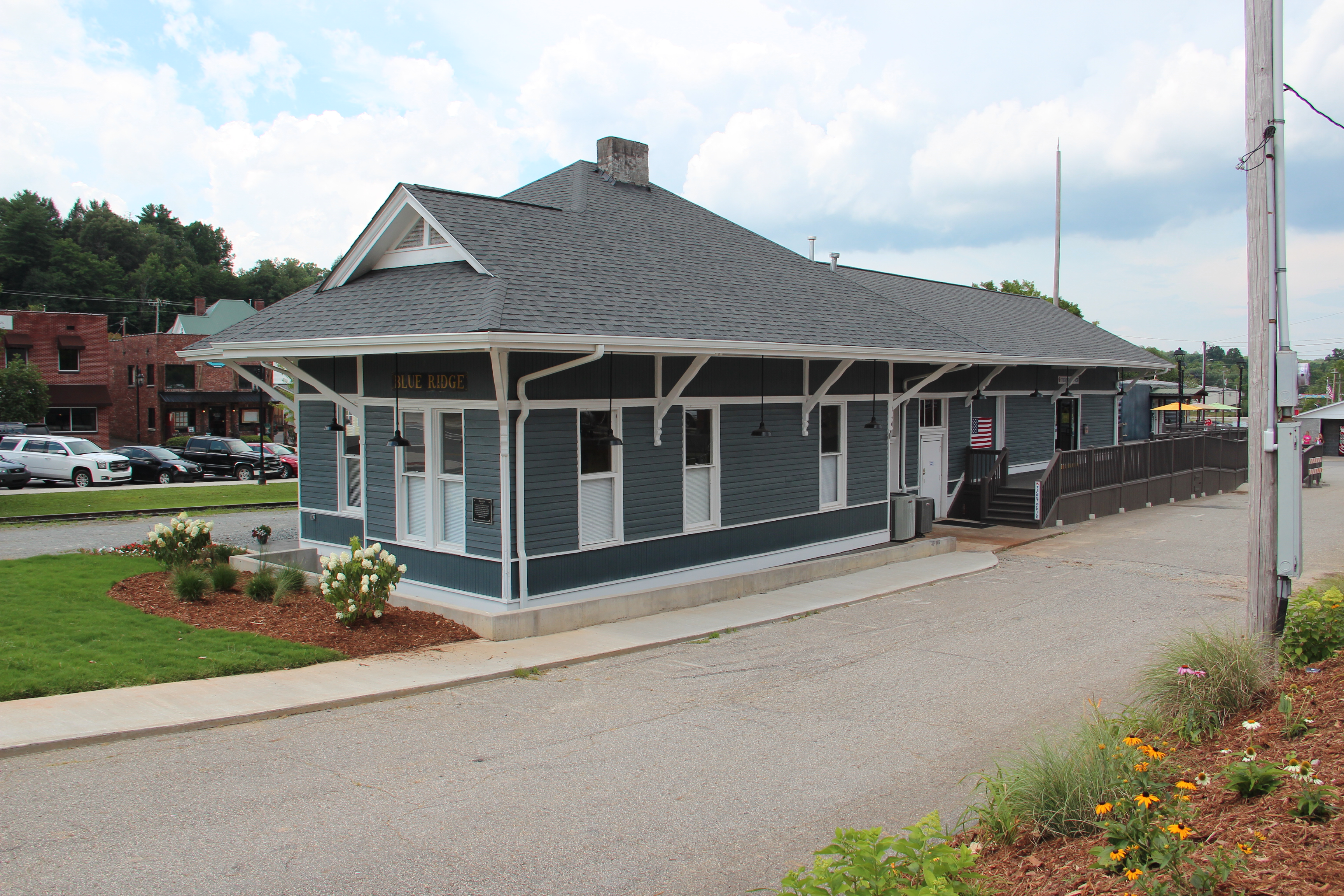
Blue Ridge Depot (2015). Der Bahnhof entstand 1906 und bildet den Startpunkt des Blue Ridge Scenic Railway. Im Juli 1982 wurde das Blue Ridge Depot als erstes Objekt im Fannin County in das NRHP aufgenommen.

Vier Bauwerke im Fannin County sind im National Register of Historic Places („Nationales Verzeichnis historischer Orte“; NRHP) eingetragen (Stand 14. Dezember 2023), neben dem ehemaligen Gerichts- und Verwaltungsgebäude sind dies zwei frühere Bahnhöfe und ein Anwesen.

## Orte im Fannin County
Orte im Fannin County mit Einwohnerzahlen der Volkszählung von 2010:
Cities:
- Blue Ridge (County Seat) – 1290 Einwohner
- McCaysville – 1056 Einwohner
- Morganton – 303 Einwohner

Census-designated places:
- Epworth – 480 Einwohner
- Mineral Bluff – 150 Einwohner